# Idiomacromerus centaureae
Idiomacromerus centaureae is een vliesvleugelig insect uit de familie Torymidae. De wetenschappelijke naam is voor het eerst geldig gepubliceerd in 1988 door Askew & Nieves Aldrey.